# Nova Cançó occitana
La Nova Cançó occitana, anomenada en occità Nòva Cançon ([ˌnɔβo kanˈsu) o Nòva Chançon ([ˌnɔβo tʃanˈsu]), va ser un moviment de renaixença musical desenvolupat a Occitània durant els anys 1970. La Nòva Cançon va ser un un fenomen similar al de la Nova Cançó catalana.
Els anys que van seguir al maig del 68 la cançó contestatària en occità es va veure impulsada per la implicació de marques discogràfiques com Ventadorn o Revolum. La Nòva Cançon estava marcada per una implicació occitanista que reivindicava tant la llengua occitana com la defensa del seu territori. Els mitjans polítics d'aquesta defensa eren tant l'assoliment d'una autonomia com l'arribada d'una hipotètica independència.
La Nòva Cançon occitana no es pot emmarcar dins d'un gènere musical específic.

## Context històric

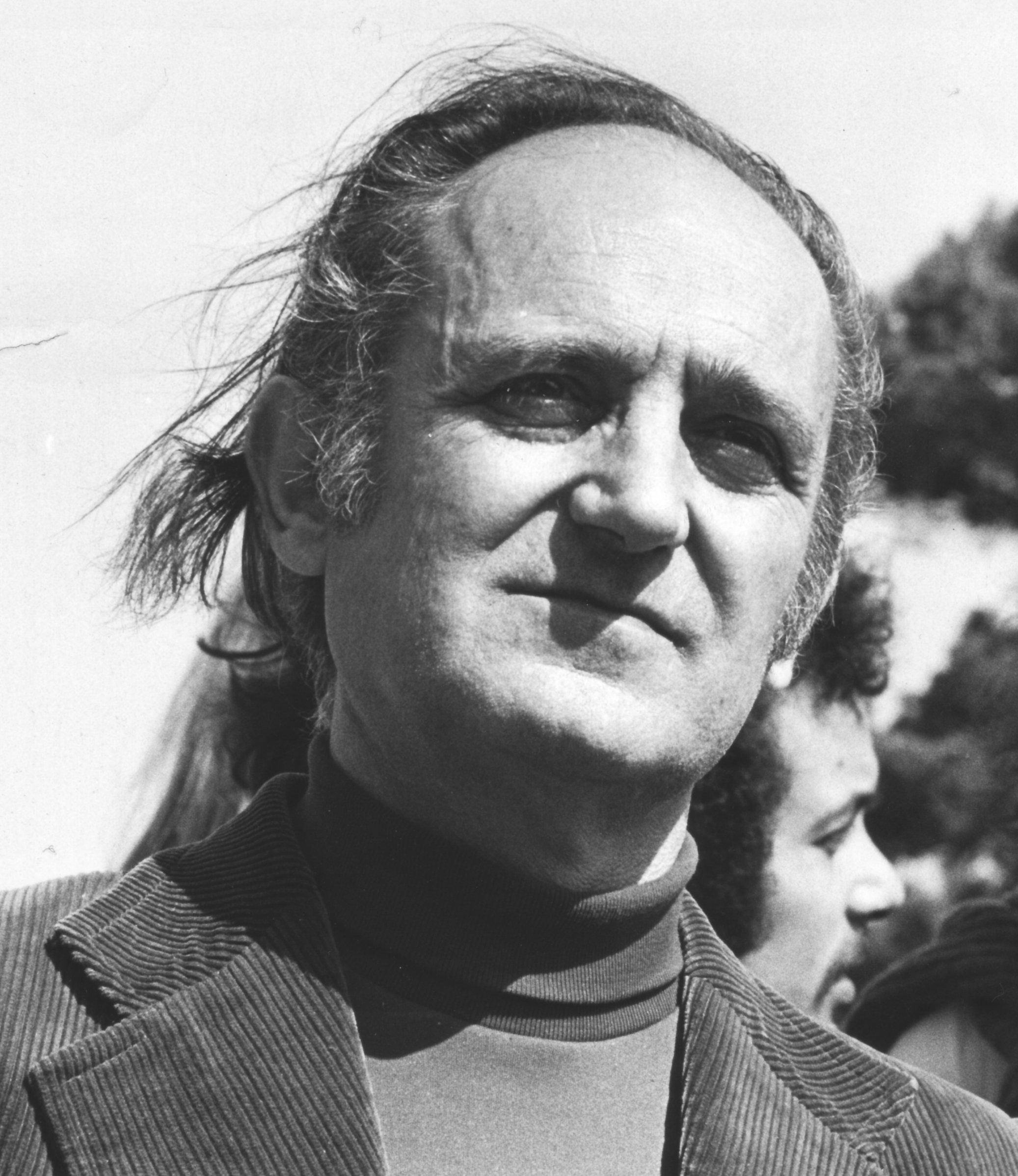
Robèrt Lafont.

Després de la Segona Guerra Mundial l'occitanisme es va vertebrar culturalment al voltant de l'Institut d'Estudis Occitans (IEO). Creat el 1945, va ser una resposta a les pràctiques del Felibritge, assenyalat pel seu compromís amb el règim de Vichy. L'IEO tindrà una vocació cultural i científica, tot i que es posicionarà també contra el centralisme francès, com ara donant el seu suport públic als miners de La Sala en vaga el 1961. El món intel·lectual occitanista tendirà a partir de la dècada del 1960 a manifestar un interès creixent per les reivindicacions obreres i vinícoles, i desenvoluparà el concepte de "colonialisme interior", el qual inspirarà l'occitanisme polític dels següents anys.
A partir dels anys 1960, l'occitanisme d'esquerres va començar a organitzar-se políticament gràcies a la figura de Robèrt Lafont, creador del Comitat Occitan d'Estudis e d'Accion (COEA) el 1962. Després del maig del 68 va aparèixer el Comitat d'Accion Occitan (CAO), transformat el 1970 en el partit polític Luta Occitana, el qual va representar el moviment occitanista durant les movilitzacions al Larzac. El Partit de la Nacion Occitana, de tendència clarament antiregionalista i independentista, i el moviment Volem viure al país seran els altres actors polítics d'aquest període.

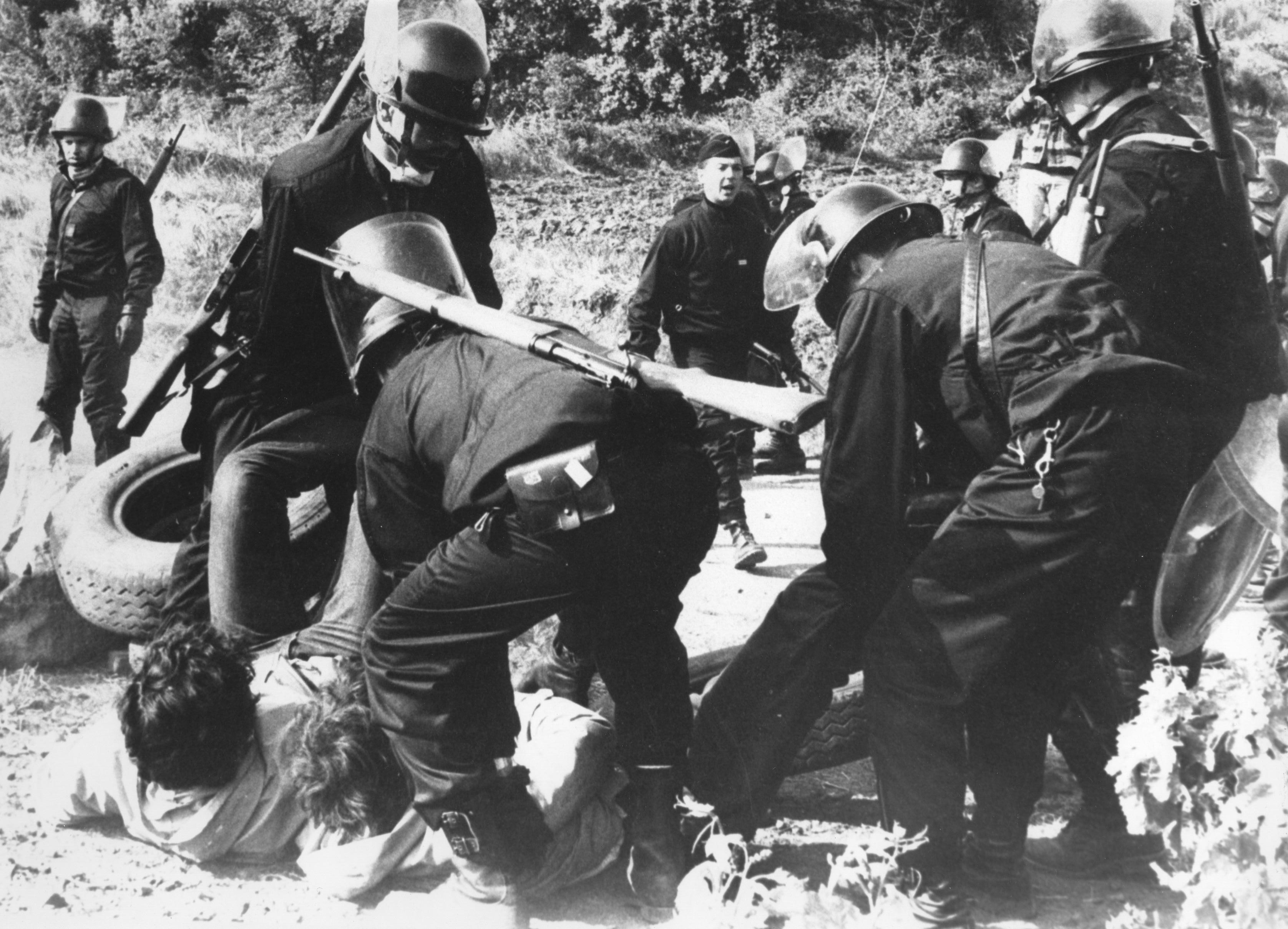
Policia i manifestants durant la lluita del Larzac.

Paral·lelament, als inicis de la dècada de 1970, es va fer evident la fi dels Trenta Gloriosos, un període de trenta anys de creixement econòmic que els països desenvolupats van gaudir a partir de la Segona Guerra Mundial. A França aquelles dècades de progrés es van viure d'una forma especialment positiva, tot i que de manera desigual al seu propi territori, deixant-ne les regions occitanes, per exemple, fora. La perduració de la Guerra Freda i el procés de descolonització, viscut d'una manera particularment violenta a Algèria, va acabar materialitzant a mitjans dels anys 1970 el canvi d'era.

## La Nova Cançó occitana

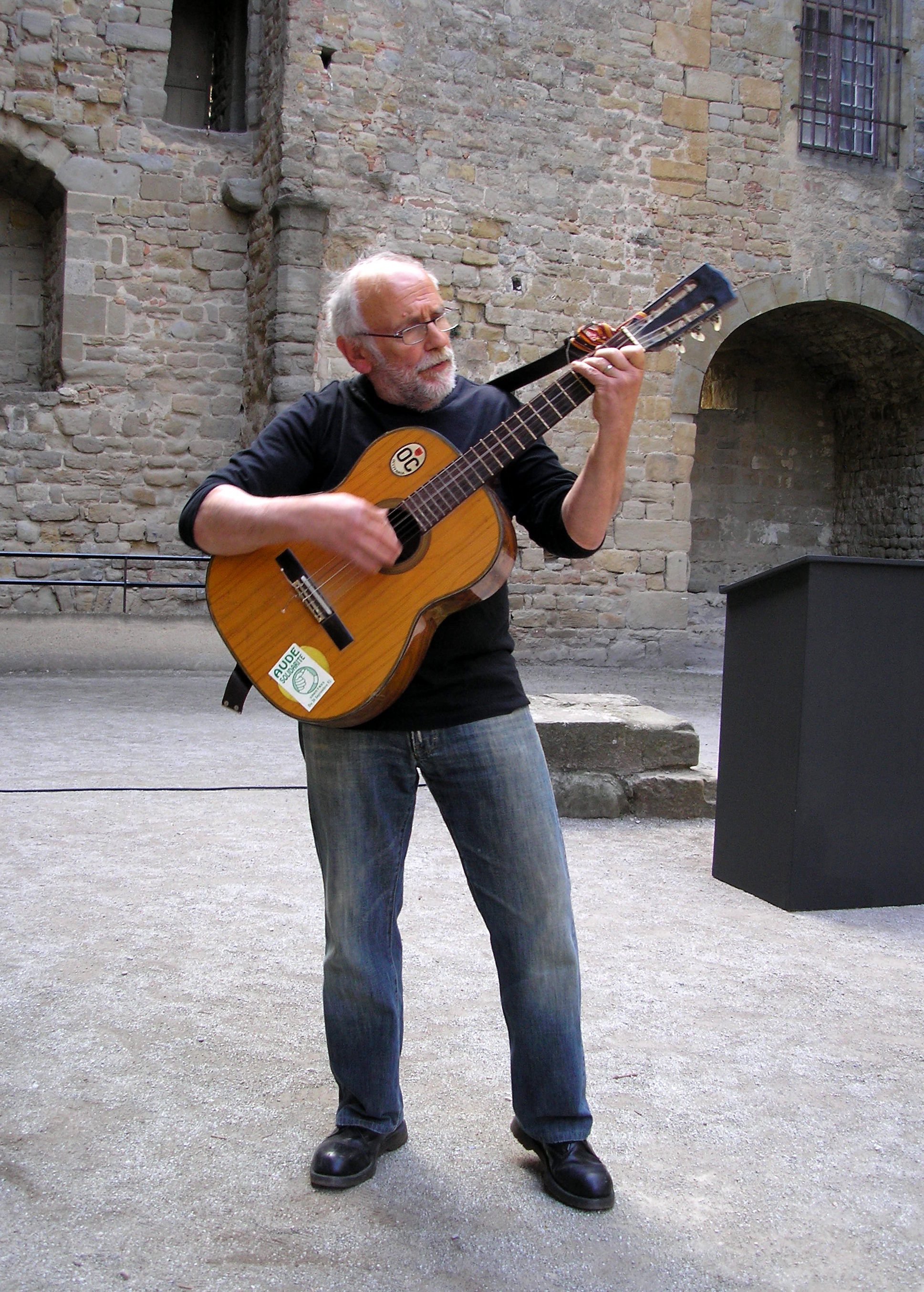
Claudi Martí el 2009 a Carcassona.

### Inicis i desenvolupament
La Nòva Cançon apareix el 1965 amb la publicació d'un disc de Gui Broglia que versionava poesies de Robèrt Lafont. Fins al 1968 el moviment va romandre en un estat embrionari atenent que només hi havia un sol autor i un públic molt restringit. Serà a partir del 1968, amb l'aparició de nous cantants i nous repertoris, que la Nova Cançó occitana començarà a ser concebuda pels mitjans com a un moviment cultural evident.
El Maig francès anirà acompanyat el setembre de 1968 d'unes pràctiques organitzades per l'IEO a Muret on s'hi va fer públic un manifest revolucionari i descolonitzador. Marcats per la influència d'aquests esdeveniments, el 1969 van aparèixer els primers discos de tres cantautors que havien estat presents a Muret i que s'afegiran a Broglia en el moviment de la Nova cançó occitana: Martí canta un país que vol viure de Claudi Martí, Una matinada fresca de Mans de Breish i Quand crebarai de Patric. El model "cançó protesta" en serà la característica principal.
Els anys següents noves veus es van afegir a la Nòva Cançon i el nombre de concerts va anar en augment. Hi tindrà molt a veure la creació de segells discogràfics com Ventadorn o Revolum, que publicaran els grans noms de la cançó occitana. Els festivals d'estiu dels anys 1970 i, especialment, les protestes del Larzac en van marcar l'apogeu. Paral·lelament s'hi aniran afegint també veus femenines, dins un fenomen que, almenys en origen, s'havia mostrat exclusivament masculí; les veus de Josiana, Jacmelina, Miquèla i Maria Roanet seran les primeres en emergir.

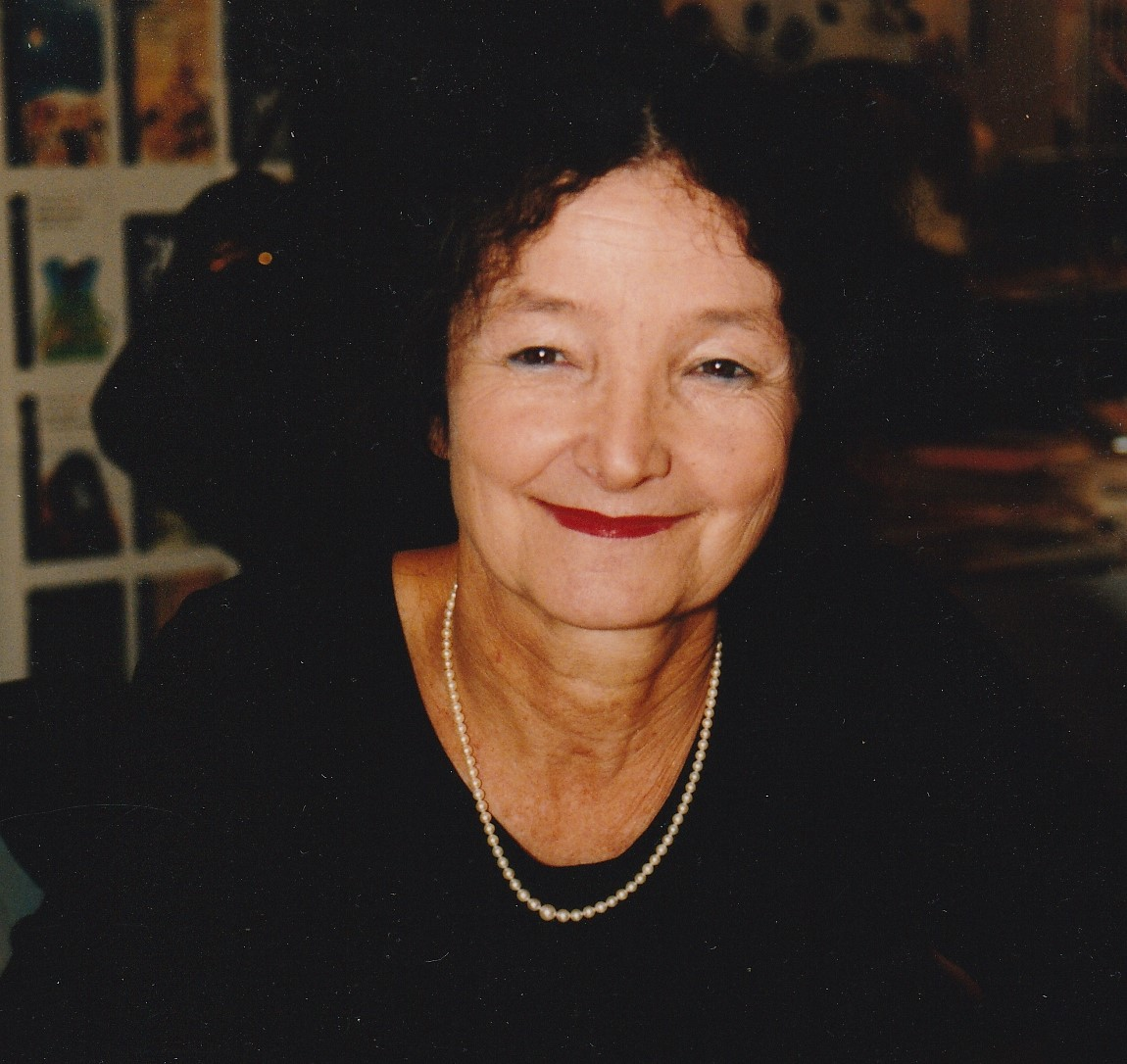
Maria Roanet el 1994.

### Crisi i evolució
A partir de 1975 la Nova Cançó occitana va entrar en crisi. L'evolució de la situació sòcio-econòmica i política va fer que el públic ja no es reconegués amb les idees efervescents d'uns anys abans, amb referències al colonialisme i a una revolució que ja es preveia que no arribaria mai. Els gustos van passar de la cançó protesta a la cançó folk i tradicional i els nous cantants i grups que van aparèixer van anar cultivant exclusivament aquest gènere, com Rosina de Pèira, Peiraguda o Mont-Jòia que començaran a publicar els seus discs a partir de 1975. El folk es mantindrà com a gènere de la música occitana fins als anys 1990, amb l'emergència de nous artistes i grups que s'expressaran a través de tot tipus de gèneres internacionals, com els Fabulous Trobadors o Massilia Sound System.

## Les discogràfiques
La Nova Cançó occitana es va veure afavorida per la formació de noves discogràfiques creades i gestionades pels propis militants i cantants. La seva aparició responia a la negativa de les grans discogràfiques de produir, malgrat comptables excepcions, als cantants occitans per la manca de rendibilitat. Aquestes discogràfiques van ser Ventadorn (1969), Disc'Oc (1970), Junque Oc (1971) i Revolum (1974).
Ventadorn va ocupar un lloc central, ja que produïa els discs del 90 % dels autors de la Nova Cançó. El 1969 la marca va produir els discs de 4 cantants, que passaran a ser-ne 24 el 1975. L'any 1979 Ventadorn va publicar 120 discs de 44 autors diferents. La tirada habitual de còpies era de 1000, tot i que Claudi Martí podia arribar a les 10.000, i sovint calia fer-ne segons tiratges.

## Autors
| Autor          | Any de naixement | Lloc de naixement | Imatge |
| -------------- | ---------------- | ----------------- | ------ |
| Bard           | 1955             | Arle              |        |
| Belmon         | 1952             | Miramàs           |        |
| Beltrame       | 1932             | Var               |        |
| Bernat         | 1953             | Carcassona        |        |
| Broglia        | 1939             | Nimes             |        |
| Cant           | 1950             | Nesinhan          |        |
| Daumas         | 1946             | Draguinhan        |        |
| Delbeau        | 1946             | Gironda           |        |
| Fraj           | 1957             | Belle             |        |
| Jacmelina      | 1940             | Tolosa            |        |
| Jan Dau Melhau | 1948             | Llemotges         |        |
| Josiana        | 1950             | Carcassona        |        |
| Lanquette      | 1950             | Clarmont          |        |
| Longamai       | 1944             | Forcalquer        |        |
| Maffrand       | 1948             | Cièr de Luishon   |        |
| Mans de Breish | 1951             | Carcassona        |        |
| Martí          | 1940             | Carcassona        |        |
| Mauris         | 1942             | Niça              |        |
| Miquèla        | 1943             | Valclusa          |        |
| Montanaro      | 1955             | Var               |        |
| Nicòla         | 1942             | Toló              |        |
| Patric         | 1946             | Montpeller        |        |
| Pelhon         | 1946             | Niça              |        |
| Roanet         | 1939             | Besiers           |        |
| Roqueta        | 1936             | Seta              |        |
| La Sauze       | 1943             | Narbona           |        |
| Verdier        | 1947             | Perigús           |        |
| Zuchetto       | 1951             | Carcassona        |        |